# 坎特伯雷的安瑟莫

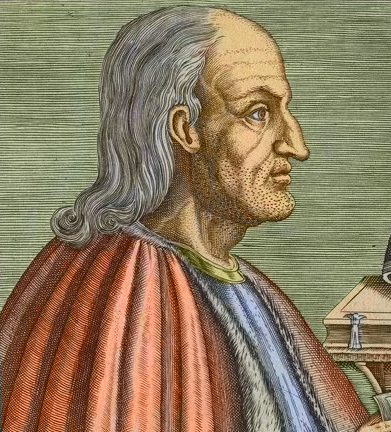

安瑟莫（Anselm，1033年—1109年4月21日），又譯安瑟倫，天主教译为安色莫，意大利中世纪哲学家、神学家，1093年至1109年任天主教坎特伯里總教區總主教。被尊稱為最後一位教父與第一位經院哲學學者。運用形式邏輯論證基督教正統教義，提出關於上帝存在的「本體論證」及救贖論的「補贖說」，將中世紀的神學議題，推向理性關切的新方向 。

## 生平
安瑟莫1033年出生於義大利北部皮埃蒙特奧斯塔城之貴族家庭，母親是一位虔誠的基督徒。據了解，安氏在十五歲那年，他懷抱著修行的志向，且意志堅定地棄絕俗世的一切，但父母卻不允許，不久後，他因結交了不良的夥伴，加上母親的逝世，性格像是變了一個人 ，以致沉迷于世俗的誘惑，父親變得性情嚴厲，對兒子的不端行為感到憤怒，最終將他趕出家門，並拒絕再見他，安氏被出門後獨自去到法國 。在法國安瑟莫對自己的行為感到後悔，毅然決然發憤圖強。於西元1057年入修道院進修〔諾曼第（Normandy）的本篤會白嘉隱修院（Bec Abbey）〕，當時是受副院長良富南（Lanfranc）的指導，並在西元1060年（27歲）專心修行、追求基督信仰。後來三年過去，副院長良富南轉任康城（Caen）聖士提反修道院院長，安瑟莫受院長推薦；接手白嘉隱修道院副院長，在西元1078年安瑟莫更是晉升院長一職。西元1089年，安瑟莫的老師良富南逝世，四年之後（西元1093年），任命安瑟莫為英格蘭坎特伯里大主教。安瑟莫謹守遵行教宗規定，不容許政府的權利干涉教會，不贊同英王涉入教政，更不能接受英王侵佔教會財產，甚至還掌控任命主教的權力，因此，「在1097至1100年，以及1103年至1106年間，分別與英王威廉二世與亨利一世發生衝突」，安氏好幾次滯留外地離開英格蘭。到了西元1107年，亨利一世才將主教任命權還給教宗，並派人將安瑟莫從羅馬接回英格蘭。安瑟莫在1109年4月21日於坎特伯里安息，享年76歲 。
- 1059年，進入法國貝克（Bec）的本篤修道院任副院長。
- 1063年，接任院長，並使該修道院學校迅速成為當時歐洲的神學研究中心。
- 1093年，成為坎特伯里總教區總主教。
- 1494年，被封聖徒。
- 1702年，被封為教会圣师

## 神學思想

### 本體論論證
安瑟莫被稱作「經院哲學之父」，首先提出本體論論證。就理性與信仰的關係而言，他認為理性的思考必須符合信仰的原則。「我決不是理解了才能信仰，而是信仰了才能理解。因為我相信；除非我信仰了，我決不會理解。」《證據》（Proslogion）第一章。
《獨白》（Monologium）中談到，上帝的觀念實際上存在於每一個人的心靈中。儘管《聖經》裏的「愚頑人」在心裏說「沒有上帝」(詩篇14:1)，這種說法本身便證明他心中也有上帝觀念的本義，因為「神」的概念本身就代表了它的存在。
他試圖訴諸理性的方法，證實上帝的存在和屬性，並在柏拉圖的觀念論及奧古斯丁對神的理解中，找到論述材料。柏拉圖稱普遍觀念，不只在人的思想中存在，並且在現實世界中也具有實質之存在，即是實名論（Realism）。也就是說，在我們自己的思想裡，原本就具有一個絕對完美的實體概念，而這個「完美的」所包含的就是存在，所以神存在 。再就「上帝」這字的本身，這個名的本質，就包括了存在。因此，神存在於我們的觀念中，也存在於實體中。
在《宣講》（Proslogion）中，安瑟莫僅僅藉「神」的概念，就證明神的存在，並提出本體論的重要內涵：「我們不能夠想像得比它更大的東西，他就存在。」《宣講》第二章。
所謂的上帝就是「無法設想比它更偉大或更完美的那一位存在者」，這是安瑟莫本體論證的邏輯前提。上帝是一切存有的原因，但祂自己卻不以任何他物為其原因，祂是「憑自身」而存在。即當本質上是最真、善、美的時候，那就是存在；當存在和本質相同的時候，那就是上帝。但若「最完美者」僅存於意識，而不存見於現實時，便不是最完美之存在。因為它還可以讓人思想一個更完全，且兼具觀念之存在與現實的存在者。因此，最完全者之概念不但具有思想上之實在，且須具有絕對之實在。
在安瑟莫的論述中，以「最完美者」之概念，證明最完美者之現實存在，然而「最完美者」之概念為一思想，是建構在精神上的實質，即人的意識當中。而人對神的認知僅是心智直覺及客觀現象（絕對者之存在）之存在 ，他將「理想中的存在」與「現實中的存在」混為一談。安瑟莫的本體論論證，遭到了不少經院哲學家的批評，其中一位法國馬牟節的修士高尼罗，以匿名出版的《為愚人辯》（Pro Insipiente）。綜合他對安瑟倫本體論的批評：「從思想與實體予以區別，我們或許儘可意想或想像一個實體，但此一實體儘可不全存在。」 高尼羅指出理解的東西並非等於真實的東西，心靈中的存在未必等同現實中的存在。高尼羅身為修士，顯然不是無神論者。其相關批評只是挑剔安瑟倫本體論證上的邏輯破綻，並無意否認上帝的存在，卻使後人意識安瑟倫本體論證的不圓滿，從而轉向更嚴謹的認識論來思考 。
主教安瑟莫《宣講》一書中，有關「本體論」的內容聚焦在該書的二至四章。根據二至四章的內容，第一安氏表示只要是人，在人的心中都存在著一個「我們無法想像出比這個存在者更偉大或更高於其的存在」這種無可比擬且全面的說法。即便是不懂知識、道理的人都承認這一點。接下來，安氏使用歸謬法，漸進式的提出他的論證，若有人覺得這種論點不應是實質存在的事件，亦或有人不承認這樣的存在性，然而，你會落入自我的邏輯混亂之中。因此，「我們無法想像出比這個存在者更偉大或更高於其的存在」只會是事實的存在，況且你無法預設或用自己的思維不承認他的存在。

### 補贖論
安瑟倫在《神為何成為人》（Cur Deus Homo?）的著作中，為中世紀贖罪論教義開創了一個新的紀元。他認為世人因犯罪而冒犯神的尊嚴，為維護神的統管權威的秩序，有罪必罰成了神絕對的「公義」展現，對世人施以刑罰，才不致違反神自己所定下的規矩。而基督以無罪之身代人受死，滿足了神的「公義」，這個理論被稱為救贖論的滿足說或補償說 。
從貴格利一世到安瑟倫的五百年間，神學在贖罪的議題上，以「恢復說」、「付贖價給撒但」及「基督之死僅僅彰顯神對人的愛」最為流行。然這三種說法，都不能適當的解釋贖罪的必要性，因此，安瑟莫發表補償說，以建基在當時封建社會，冒犯者需對被冒犯者付出必要之補償，而償付必須視被冒反者的地位而定，換言之，冒犯了國王或貴族比平民或奴隸要負上更多的代價 。
安瑟莫從罪與滿足的觀念來解釋；每一位受造、有理性的生物，不論天使或是人，對神均有順服的義務，但當人背叛神，拒絕順服的時候，就是明明地羞辱了神，並且虧欠了神的榮耀——這就是「罪」。人犯罪，使神的尊嚴受到損失，神就必須刑罰犯罪者。然而，神為何不能憑著自己的意志，無條件地赦免人呢？「如不刑罰而無條件赦免罪人的話，神對有罪者和無罪者的待遇就完全相同，這和神的本性不調和」（Cf. Ibid, Book I, Chapter 12） 安瑟莫認為果真如此，神則失去了自己絕對公義的標準。神的救贖方式，必須與祂的本性、道德和旨意相符。因此，上帝為是尊重創造的道德秩序 ，在一個自願接受的情況下接受；神的自由意志及慈愛不能違反自己的公義，神的屬性完全，並不相互衝突。源於上故，人必須為所犯的罪，付上相當的代價。但是，如何補滿罪人對神的虧欠呢？
安瑟莫指出人類沒有能力付出這份補償；即使是在最小的罪上，得罪了一位至高、無限的神，罪人的付出都必須是具有無限大價值之補償。罪人顯然本身沒有能力償還如此高的代價；人既不能自償己罪，補罪的行動又勢在必行，神便為人預備了補罪者。安瑟莫視神所預備的補罪者為「恩賜」，是一個禮物 ，只有神才能作這樣補償，祂賜下自己的獨生愛子，為人類擔負補贖的責任。綜合上述論證歸納 ：
1. 上帝創造世界，顯出祂的本性。創造人類，使人在永恆中與之團契。
2. 上述目的，因為人的犯罪，成了人與神之間的阻礙。
3. 人類需要救贖，好讓創造的自然秩序得以恢復；恢復人類受造原初的狀態。
4. 所需補償，超越人所能之償付。
5. 基督道成肉身，十架受死，罪人得赦，使人與神之間相交道路再次通暢。

安瑟莫的論證相當有力，但卻有其弱點。首先，他僅以自己的背景來解釋神的救贖，即盛行於當時羅馬天主教會內懺悔制度。此外，他似乎把基督救贖的工作，全放在十字架上解釋，卻忽略了基督的一生、復活也是必須的。
基督神學的救贖觀，對彌賽亞的救恩解釋，影響了當時初代教會一千餘年的時間，隨著時間的演進，於主後十一世紀，救贖觀被主教聖安瑟莫（St. Anselm of Canterbury, 1033~1109）所提出來的「補贖」（Satisfaction）取而代之，聖安瑟莫認為「耶穌以他的死亡，替我們的罪惡做了補贖。」 
何密尼亞克神父（Daniel Helminiak）論到主教安瑟莫的救贖觀「補贖」，主要是犯錯後的補償要和犯罪的內容相稱，在中世紀時，這樣的理論主要建基在公義和法律的基礎上。由於人們犯罪後除了得罪人，更是得罪了至高者上帝，人們無法用自己的方式來補償，然而，滿有憐憫慈愛的上帝差遣祂的愛子耶穌來替代我們全人類的罪。儘管主教安瑟莫沒有特別提到上帝的愛子耶穌代替全人類的罪；受苦受難甚至死亡，但是，這種說法在中世紀十分普遍，主教安瑟莫提倡的救贖觀「補贖」的確會吸引人有這方面的想像。因此，開始流傳這樣的說法：由於耶穌為了全人類的「罪」；而深陷痛苦與死亡的懲罰，並且這樣的論述歸之於主教安瑟莫。

### 人論
安瑟莫強調原罪的意義，他對「原」字的解釋，非指人類起源的事實，乃是指目前事態中的個人的狀況 。在他的見解中，原罪也稱為本性（自然）罪，人乃按照神的形象被造，是神尊榮的傑作。因此，罪並不屬人的本性，但始祖犯罪卻明白的指出從創造以來，罪進入世界的景況。由於墮落人成為有罪，而罪由父遺傳子孫，並原來所遺傳的罪又加上個人後來所犯的罪，構成罪孽的本身。

#### 罪的本質
聖經對罪的本質，作了清楚的界定──源於人的不信與反叛，又企圖攫取屬靈和道德的獨立。安瑟莫則承襲奧古斯丁的看法，認為原罪污染由父傳到子，是因為我們每一人都蘊含在亞當身內，因此每人都在亞當裡真實地犯罪並且墮落 。
然而，我們若因著遺傳的聯繫而有分於亞當的罪，那麼自亞當之後每一代的罪，我們也有分嗎？安瑟莫的回答，是否定的。他指出亞當所犯是非常特別的罪；亞當的過犯，不僅是個人，也含括了全人類，「世人都犯了罪，虧缺了神的榮耀」（羅3:23）。他強調，在亞當裡的本性罪（原罪），乃源於個人，而亞當子孫個人犯的罪，乃發乎於本性罪的來源。亞當代表全人類受試驗，在這一點上安瑟莫的看法與立約的概念相合。保羅以基督為第二個亞當說明，耶穌順服受死，因而得勝，使世人從罪污中得到釋放。「因一人的悖逆，眾人成為罪人；照樣，因一人的順從，眾人也成為義了。」(羅馬書5:19)

#### 自由意志
安瑟莫從罪延伸到自由意志問題的討論：自由的一般定意，若是指一般犯罪或不犯罪的能力，並不恰當；對於神和聖天使而言，自由意志的目的乃是為著自己的緣故，使他們願意守住公義，不會犯罪。事實上，他們的自由並沒有在一些權宜或試探的情況下喪失，因著沒有犯罪，以致有更寬廣的自由。另一方面，如果自由意志被解讀為能力的掌握，而不是有權力去犯罪，這是否說明，始祖的犯罪和背逆天使的墮落，是因著自由的選擇呢？
安瑟莫回答這兩者間所產生的矛盾；我們始祖的行為確實是自發的，純粹是出自自我意志但這並非是真正的自由行動。他們犯罪並不是因為他們的自由，乃是由於他們有犯罪的可能。安瑟莫將真自由與自由的行動作了清楚地區別，真自由並非是擇善、擇惡，乃是只擇善 。
人內在自由被造，只有一個選擇，那就是聖潔。神把神聖的自由意志的抉擇給了我們，祂願意我們立下的決定，是自願而非外界的強迫。安瑟莫的解釋，說明了完美的自由意志是不會選擇犯罪，而是行在神的心意中。

## 主要著作
- 《獨白》（Monologion, 1076）
- 《宣講》（Proslogion, 1077-1078）
- 《論真理》（De veritate, 1080-1085）
- 《論選擇的自由》（De libertate arbitrii, 1080-1085）
- 《論魔鬼的墮落》（De casa diaboli, 1085-1090）
- 《書信：論道成肉身》（Epistola De Incarnatione Verbi, 1094）
- 《上帝何以化身為人》（Cur Deus homo, 1094-1098）
- 《論純潔受胎和原罪》（De Conceptu Virginali et de Originali Peccato, 1099-1100）
- 《對於人類救贖的沉思》（Meditatio Redemptionis Humanae, 1099-1100）
- 《論聖靈的發出》（De Processione Spiritus Sancti, 1102）
- 《書信：論基督宗教的聖事》（Epistola de Sacramentis Ecclesiae, 1106-1107）
- 《論上帝的預知、預見、恩典同自由意志的和諧》（De Concordia Praescientiae et Praedestinationis Gratiae Dei cum Libero Arbiiro, 1107-1108）